# Acidocroton verrucosus
Acidocroton verrucosus là một loài thực vật thuộc họ Euphorbiaceae. Nó là loài đặc hữu của Jamaica.